# Marcillac-la-Croze
Marcillac-la-Croze är en kommun i departementet Corrèze i regionen Nouvelle-Aquitaine i de centrala delarna av Frankrike. Kommunen ligger  i kantonen Meyssac som tillhör arrondissementet Brive-la-Gaillarde. År 2022 hade Marcillac-la-Croze 176 invånare.

## Befolkningsutveckling
Antalet invånare i kommunen Marcillac-la-Croze
Referens:INSEE